# Marcello Fondato
Marcello Fondato (Roma, 8 de gener de 1924 – San Felice Circeo, 13 de novembre de 2008) va ser un guionista i un director de cinema italià.

## Biografia
Va començar com a guionista, col·laborant amb Luigi Comencini i Mario Bava. Posteriorment, cap a finals dels anys seixanta, va passar a dirigir, dirigint actors famosos en el camp de la commedia all'italiana: Certo, certissimo, anzi... probabile (1969), amb Claudia Cardinale i Catherine Spaak; Ninì Tirabusciò, la donna che inventò la mossa (1970), amb Monica Vitti; Causa di divorzio (1972), amb Senta Berger, la Spaak, Enrico Montesano i Gastone Moschin; A mezzanotte va la ronda del piacere (1975), amb la Cardinale, Vittorio Gassman, la Vitti, Renato Pozzetto i Giancarlo Giannini. El moment de major popularitat probablement va assolir-lo el 1974 amb la pel·lícula de culte I si no, ens enfadarem, interpretada per Terence Hill i Bud Spencer. La seva pel·lícula Ninì Tirabusciò: la donna che inventò la mossa va participar en el 21è Festival Internacional de Cinema de Berlín.

Va passar els darrers quinze anys de la seva vida, lluny del món de l'espectacle, a San Felice Circeo, on encara hi va organitzar un Teatro Stabile del que en va ser director artístic, treballant amb la companyia "I Timidi". HI va morir d'una hemorràgia cerebral

## Filmografia
Director
- I protagonisti (1968)
- Certo, certissimo, anzi... probabile (1969)
- Ninì Tirabusciò, la donna che inventò la mossa (1970)
- Causa di divorzio (1972)
- I si no, ens enfadarem (1974)
- La ronda del plaer (1975)
- Charleston (1977)
- Domani (1986) telefilm
- Affari di famiglia (1986) Mini-serie TV
- Ma tu mi vuoi bene? (1991) Mini-serie TV
- Sì, ti voglio bene (1994) Mini-serie TV

Guionista
- Mogli pericolose, dirigida per Luigi Comencini (1958)
- L'amico del giaguaro, dirigida per Giuseppe Bennati (1958)
- Le bellissime gambe di Sabrina, dirigida per Camillo Mastrocinque (1958)
- Tempi duri per i vampiri, dirigida per Stefano Vanzina (1959)
- Le sorprese dell'amore, dirigida per Luigi Comencini (1959)
- Destinazione Sanremo, dirigida per Domenico Paolella (1959)
- Tutti a casa, dirigida per Luigi Comencini (1960)
- I piaceri dello scapolo, dirigida per Giulio Petroni (1960)
- La ragazza di mille mesi, dirigida per Stefano Vanzina (1961)
- Mariti in pericolo, dirigida per Mauro Morassi (1961)
- I due marescialli, dirigida per Sergio Corbucci (1961)
- Totò diabolicus, dirigida per Steno (1962)
- I moschettieri del mare, dirigida per Steno (1962)
- Odio mortale, dirigida per Franco Montemurro (1962)
- La ragazza di Bube, dirigida per Luigi Comencini (1963)
- La calda vita, dirigida per Florestano Vancini (1963)
- I tre volti della paura, dirigida per Mario Bava (1963)
- Il fornaretto di Venezia (1963)
- Il taglio del bosco (1963) telefilm
- Tre notti d'amore (1964)
- Il treno del sabato (1964)
- Sei donne per l'assassino, dirigida per Mario Bava (1964)
- I due violenti (1964)
- Eritrea, episodi de La mia signora (1964)
- La bugiarda, dirigida per Luigi Comencini (1965)
- La mandrilla, episodi de Umorismo in nero (1965)
- Solo contro tutti, dirigida per Antonio del Amo (1965)
- Una giornata decisiva, episodi de I complessi (1965)
- I 4 inesorabili, dirigida per Primo Zeglio (1965)
- Top Crack (1966)
- Che notte, ragazzi! (1966)
- Ad ogni costo, dirigida per Giuliano Montaldo (1967)
- I protagonisti, dirigida per Marcello Fondato (1968)
- La notte è fatta per... rubare, dirigida per Giorgio Capitani (1968)
- Certo, certissimo, anzi... probabile, dirigida per Marcello Fondato (1969)
- Ninì Tirabusciò, la donna che inventò la mossa, dirigida per Marcello Fondato (1970)
- Causa di divorzio, dirigida per Marcello Fondato (1972)
- I si no, ens enfadarem, dirigida per Marcello Fondato (1974)
- La ronda del plaer, dirigida per Marcello Fondato (1975)
- Charleston, dirigida per Marcello Fondato (1977)
- Lo chiamavano Bulldozer, dirigida per Michele Lupo (1978)
- Uno sceriffo extraterrestre... poco extra e molto terrestre, dirigida per Michele Lupo (1979)
- Chissà perché... capitano tutte a me, dirigida per Michele Lupo (1980)
- Bomber, dirigida per Michele Lupo (1982)
- Superfantagenio, dirigida per Bruno Corbucci (1986)
- Domani, dirigida per Marcello Fondato (1986) Film TV
- Cerco l'amore, dirigida per Marcello Fondato (1988) Miniserie TV
- Sì, ti voglio bene, dirigida per Marcello Fondato (1994) Miniserie TV